# ليريو (بافيا)
ليريو (بالإيطالية: Lirio)‏ هي بلدة تقع في مقاطعة بافيا بإقليم لومبارديا في شمال إيطاليا. تبلغ مساحة هذه المدينة 1.7 (كم²)، وترتفع عن سطح البحر م، بلغ عدد سكانها 153 نسمة في عام 2004 حسب إحصاء المعهد الوطني للإحصاء.

## السكان
في سنة 1861 بلغ عدد السكان 424 نسمة، وتطور العدد ليصل في سنة 2011 لـ 136 نسمة.
يظهر هذا المخطط البياني تطور النمو السكاني لـ ليريو (بافيا)